# Escalón

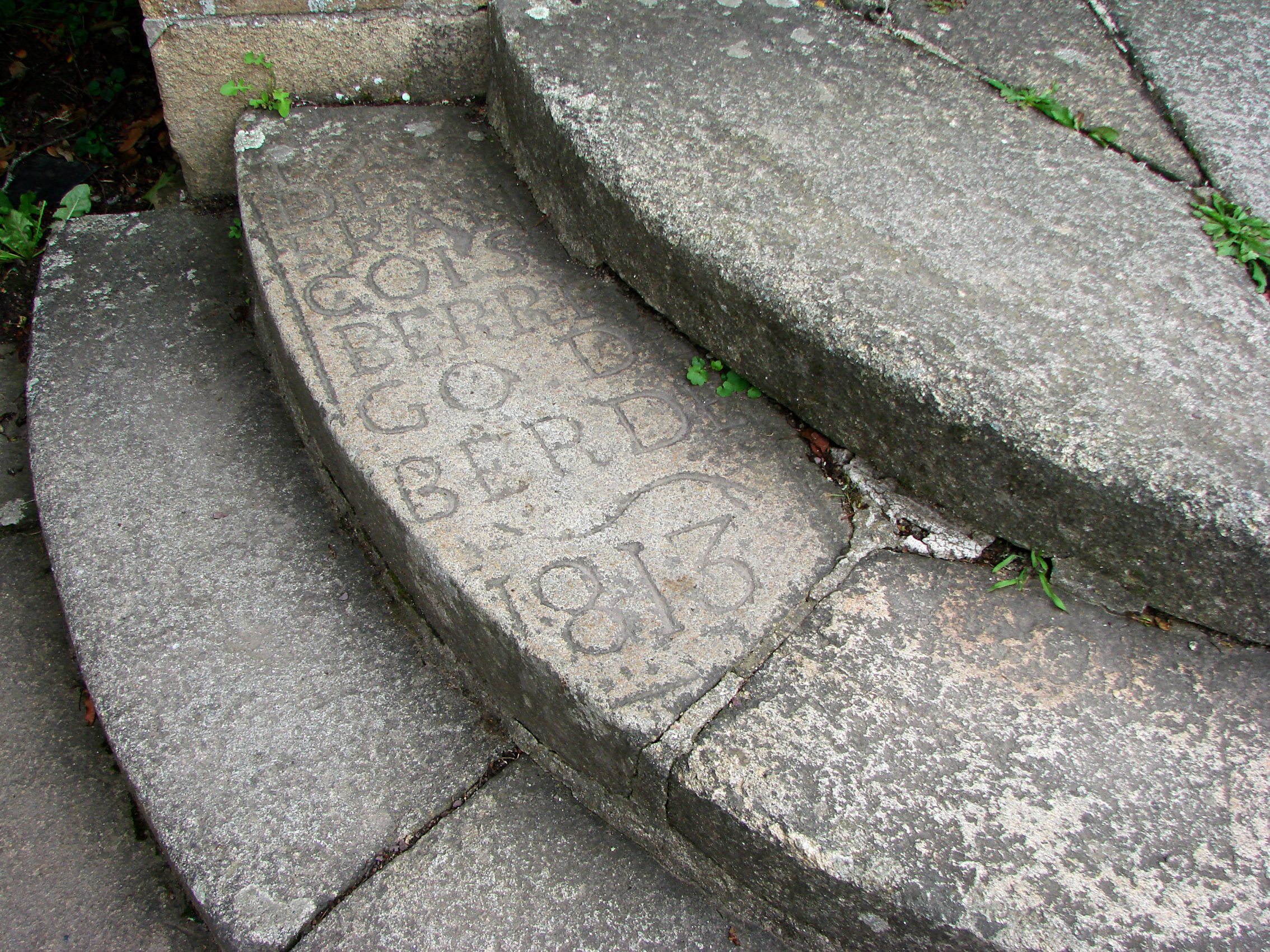
Peldaños curvos de pierda.

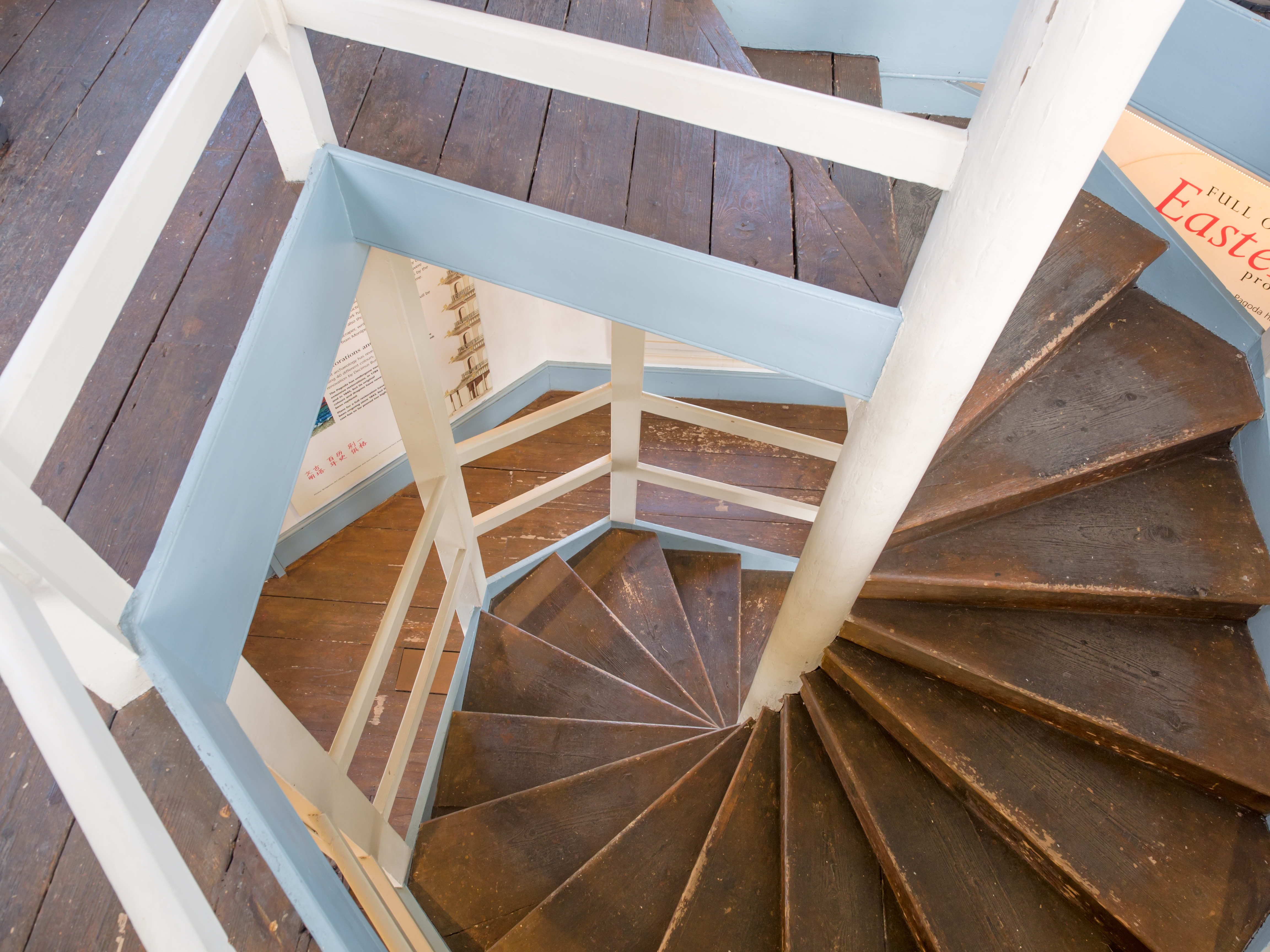
Peldaños triangulares en una escalera de caracol.

Un escalón o peldaño  es la parte de una escalera en la que se apoya el pie para subir o bajar. Suelen ser de piedra, de madera, de metal o de otros materiales. La parte horizontal se denomina huella y la vertical «tabica» o «contrahuella».

## Tipos
Se pueden distinguir los siguientes tipos de peldaños:
- Escalón cintrado o curvo. Aquel cuyos bordes describen una curva.
- Escalón cuadrado o recto. El que ofrece igual ancho por sus dos caras.
- Escalón de abanico. El que pasa diagonalmente en la mesilla o descanso de una escalera.
- Escalón de ángulo. El que en las vueltas o ángulos de las escaleras sirve de descansillo y es por consiguiente de mayor anchura que los superiores.
- Escalón de descansillo. El que forma el reborde de un descansillo.
- Escalón en declive. Aquel cuya superficie superior está inclinada en vez de estar horizontal.
- Escalón en semiángulo. El que está colocado inmediatamente encima o debajo de los de ángulo.
- Escalón moldurado. El bordeado por una moldura.
- Escalón triangular. El que está colocado siguiendo los radios de un círculo.